# Calathus melanocephalus
Calathus melanocephalus (лат.) — вид жуков из подсемейства Platyninae семейства жужелицы. Палеарктический таксон, интродуцирован в Северную Америку. Жуки среднего размера, коричнево-чёрные (переднеспинка красно-коричневая). Включены в состав подрода Neocalathus. Крылья укороченные (брахиптерные), редко крупнокрылые. Обитает преимущественно в незатенённых или умеренно затененных местообитаниях: поля, степи; от низменностей до гор.

## Описание
Жужелица средних размеров (6,0-8,5 мм). Голова блестящая чёрная, иногда с металлическим блеском, со слабовыпуклыми глазами, мелкими, часто стёртыми, лобными бороздками и парными надглазничными сетчатыми точками. Усики и щупики целиком светлые, мандибулы изменчивые, от бледных до чёрных. Переднеспинка широко поперечная, наиболее широкая около середины и сужена до выступающих передних углов, базальный боковой край почти параллелен тупым, почти перпендикулярным задним углам. Поверхность гладкая, блестящая, с вдавленной базальной ямкой. Надкрылья удлинённые, с крохотным плечевым зубцом, наиболее широким около середины и равномерно изогнутыми, штрихами пунктированными и тонко вдавленными к вершине, промежутки плоские; третий с несколькими крупными точками, которые обычно присоединяются к третьей бороздке, но могут отсутствовать с одной или обеих сторон, восьмая бороздка с крупными точками по всей длине. Эпиплевра не пересекается перед вершиной.
Взрослые особи на юге ареала встречаются почти весь год, в остальных местах активны с апреля до первых осенних заморозков. Типичная среда обитания — это открытые и довольно сухие почвы с редкой растительностью в парках, пустырях, прибрежных дюнах и гальке, но в засушливые периоды они переходят к густой растительности на пастбища или сельскохозяйственные угодья. Они ведут ночной образ жизни, их можно увидеть на тропинках или у подножия деревьев в открытых местах, они обычно встречаются в большом количестве и часто вместе с другими жужелицами. Хищники, но также питаются падалью, особенно насекомыми и червями, которые были раздавлены на тропах. Размножение происходит в конце лета и осенью, спаривание происходит в августе и сентябре. Взрослые особи нового поколения появляются в июле. Яйца откладывают в почву или среди опавших листьев. Личинки также хищники, развиваются осенью и весной, окукливание происходит с июня, имаго — в июле. Некоторые взрослые особи, размножающиеся осенью, перезимовывают, но смертность может быть высокой, до 70 %, а выживание зависит от накопления жировых запасов до наступления холодов. Зимовавшие взрослые особи могут перезимовать и во второй раз; на европейском континенте они размножаются намного раньше, чем от перезимовавших личинок, с июля или августа, но плодовитость намного ниже.